# Hogna estrix
Hogna estrix là một loài nhện trong họ Lycosidae.
Loài này thuộc chi Hogna. Hogna estrix được Carl Friedrich Roewer miêu tả năm 1959.